# Bay Ferries Limited

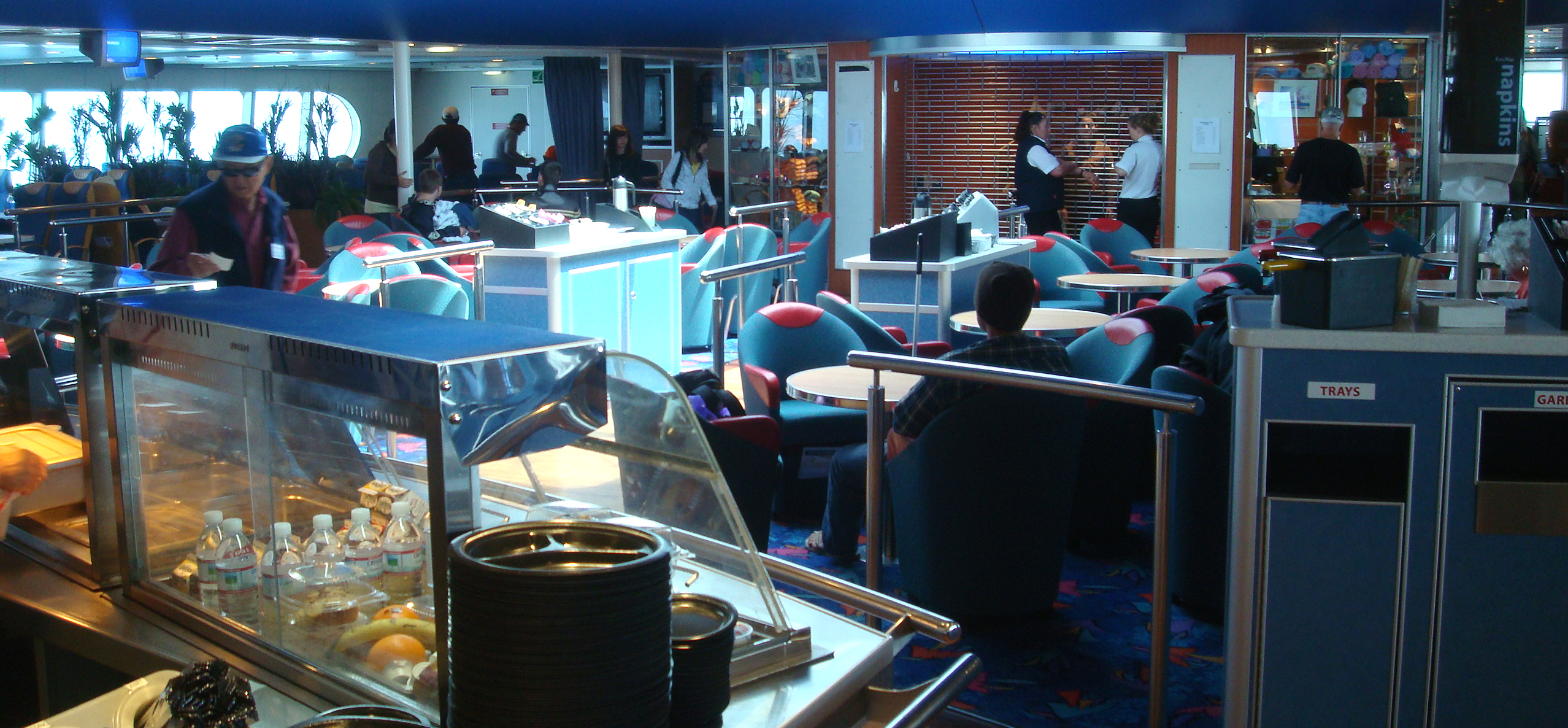
Blick in den Aufenthalts und Essenslounge auf einer der Fähren

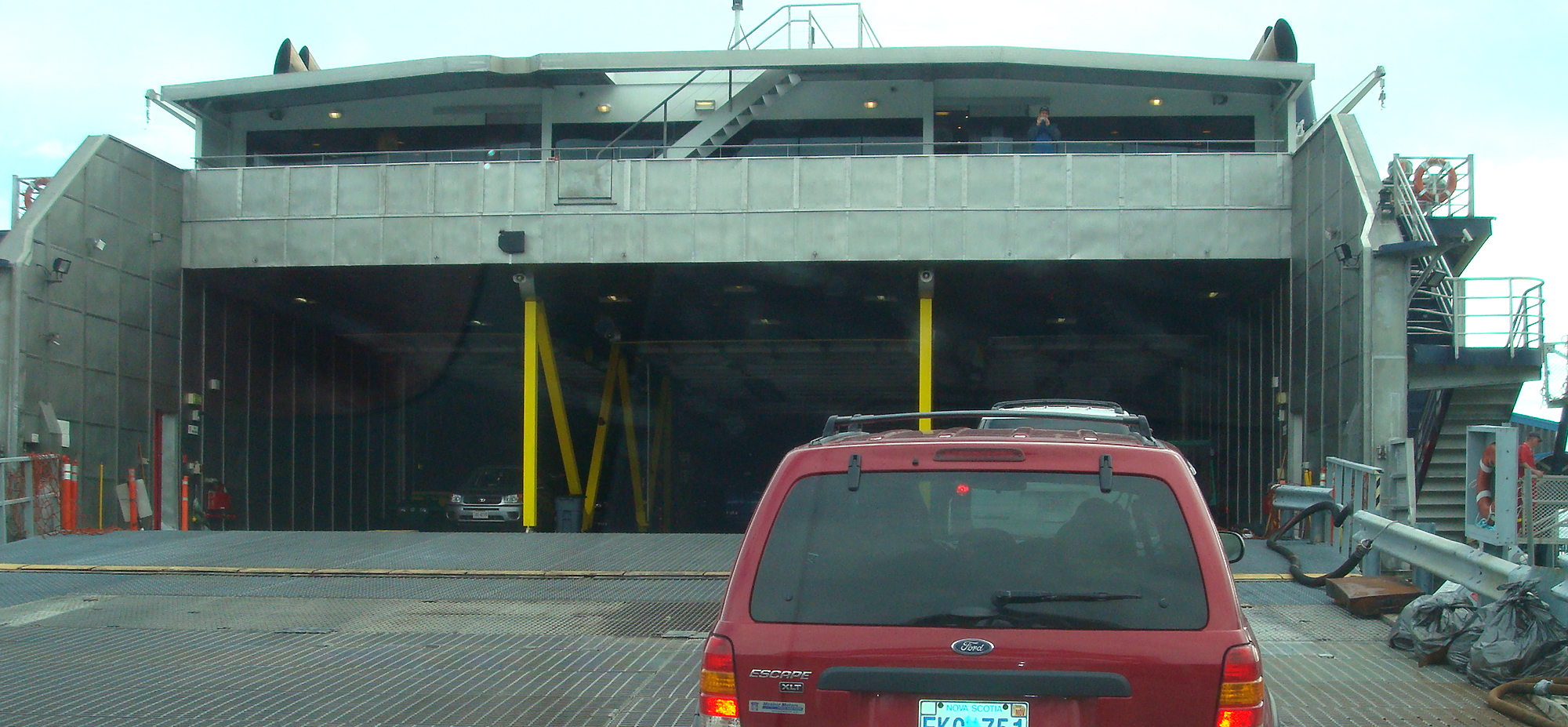
Verladung von Fahrzeugen auf eine der Fähren

Bay Ferries Limited ist eine Reederei, welche Fährschiffe im Osten von Kanada und den USA betreibt. Der Hauptsitz der Firma befindet sich in Charlottetown, Prince Edward Island. Bay Ferries Limited ist eine Tochtergesellschaft von Northumberland Ferries Limited (NFL).
Als Marine Atlantic 1997 aus Kostengründen die Fährverbindungen in der Fundybucht und im Golf von Maine einstellten, übernahm Bay Ferries Limited nach dem Erhalt der Lizenzen diese Routen.

## Routen
Folgende Fährrouten werden von Bay Ferries Limited betrieben:
- Ganzjährig zwischen Saint John (New Brunswick) und Digby (Nova Scotia) mit der Fähre Fundy Rose, welche 2015 die Princess of Acadia ablöste.
- In den Sommermonaten zwischen Bar Harbor, Portland (beide Maine) und Yarmouth (Nova Scotia) mit der Fähre The Cat. Diese Linie wurde nach Wegfall der Subventionen durch die Regierung von Nova Scotia mit Ablauf der Saison 2009 eingestellt.